# Сойка, Ференц
Фе́ренц Со́йка (венг. Ferenc Szojka; 7 апреля 1931, Шальготарьян, Венгрия — 17 сентября 2011, там же) — венгерский футболист. Полузащитник сборной Венгрии.
Участник ЧМ 1954 — провёл один матч.

## Биография
Всю карьеру Сойка провёл в одном клубе, скромном «Шалготарьяне», где стал по-настоящему легендой.
В сборной рассматривался как замена Закариашу, однако особых успехов не добился.

## Достижения
- Вице-чемпион мира: 1954